# 1705 в Україні

## Особи

### Народились
- 13 лютого Урсула-Франциска Радзивілл (1705—1753) — представниця русько-литовського магнатського та князівського роду, польськомовна поетеса.
- 19 вересня Святитель Йоасаф (Горленко) (1705—1754) — український освітній та церковний діяч, письменник, єпископ Російської православної церкви.
- Семен Климовський (1705—1785) — козак Харківського полку, філософ, поет, автор пісні «Їхав козак за Дунай».
- Павло Конюшкевич (1705—1770) — православний святий, педагог, митрополит Тобольський і всього Сибіру.
- Антоній Кувечинський (1705—1737) — український релігійний діяч доби Гетьманщини, ректор Московської слов'яно-греко-латинської академії, архімандрит Московського Заіконаспаського монастиря.

## Засновані, зведені
- Перша літописна згадка про Ровеньки — міста обласного підпорядкування у Луганській області.
- Біле (Алчевський район)
- Дігтярне
- Зелений Колодязь
- Лозно-Олександрівка
- Мисайлівка
- Нові Вороб'ї
- Півнівка
- Рудня-Вороб'ївська
- Старий Салтів
- Старі Безрадичі
- Хомівка (Тернопільський район)
- Церква Різдва Пресвятої Богородиці (Жовква)